# تاوزینت
تاوزینت (به عربی: تاوزینت) یک شهرداری و عوارض جغرافیایی در الجزایر است که در استان خنشله واقع شده‌است.